# Four Mile Township (Iowa)
Pour les articles homonymes, voir Four Mile Township.
Four Mile Township est un township du comté de Polk en Iowa, aux États-Unis,.
Il est fondé en 1847 et est nommé en référence à la rivière Fourmile Creek (en).

## Source de la traduction
- (en) Cet article est partiellement ou en totalité issu de l’article de Wikipédia en anglais intitulé « Four Mile Township, Polk County, Iowa » (voir la liste des auteurs).